# Winners of the Wilderness
Winners of the Wilderness is een Amerikaanse dramafilm uit 1927 onder regie van W.S. Van Dyke. Destijds werd de film in Nederland uitgebracht onder de titel De gemaskerde spion.

## Verhaal
In 1755 ontstaan er spanningen tussen de indianen en de Franse kolonisten in Noord-Amerika. De mislukte poging van generaal Braddock tijdens de Franse en Indiaanse Oorlog om Fort Duquesne in te nemen, leidt tot een indianenopstand. Generaal Contrecœur en zijn aantrekkelijke dochter worden gered door de Britse kolonel O'Hara. Hij wil vrede stichten tussen de verschillende volkeren in het gebied, maar een groep bandieten steekt hem stokken in de wielen.

## Rolverdeling
| Acteur              | Personage               |
| ------------------- | ----------------------- |
| Tim McCoy           | Kolonel O'Hara          |
| Joan Crawford       | René Contrecœur         |
| Edward Connelly     | Generaal Contrecœur     |
| Roy D'Arcy          | Kapitein Dumas          |
| Louise Lorraine     | Mimi                    |
| Edward Hearn        | George Washington       |
| Tom O'Brien         | Timothy                 |
| Will Walling        | Edward Braddock         |
| Frank Currier       | Gouverneur de Vaudreuil |
| Lionel Belmore      | Gouverneur Dinwiddie    |
| Chief John Big Tree | Chief Pontiac           |